# كوسافا (رياح)

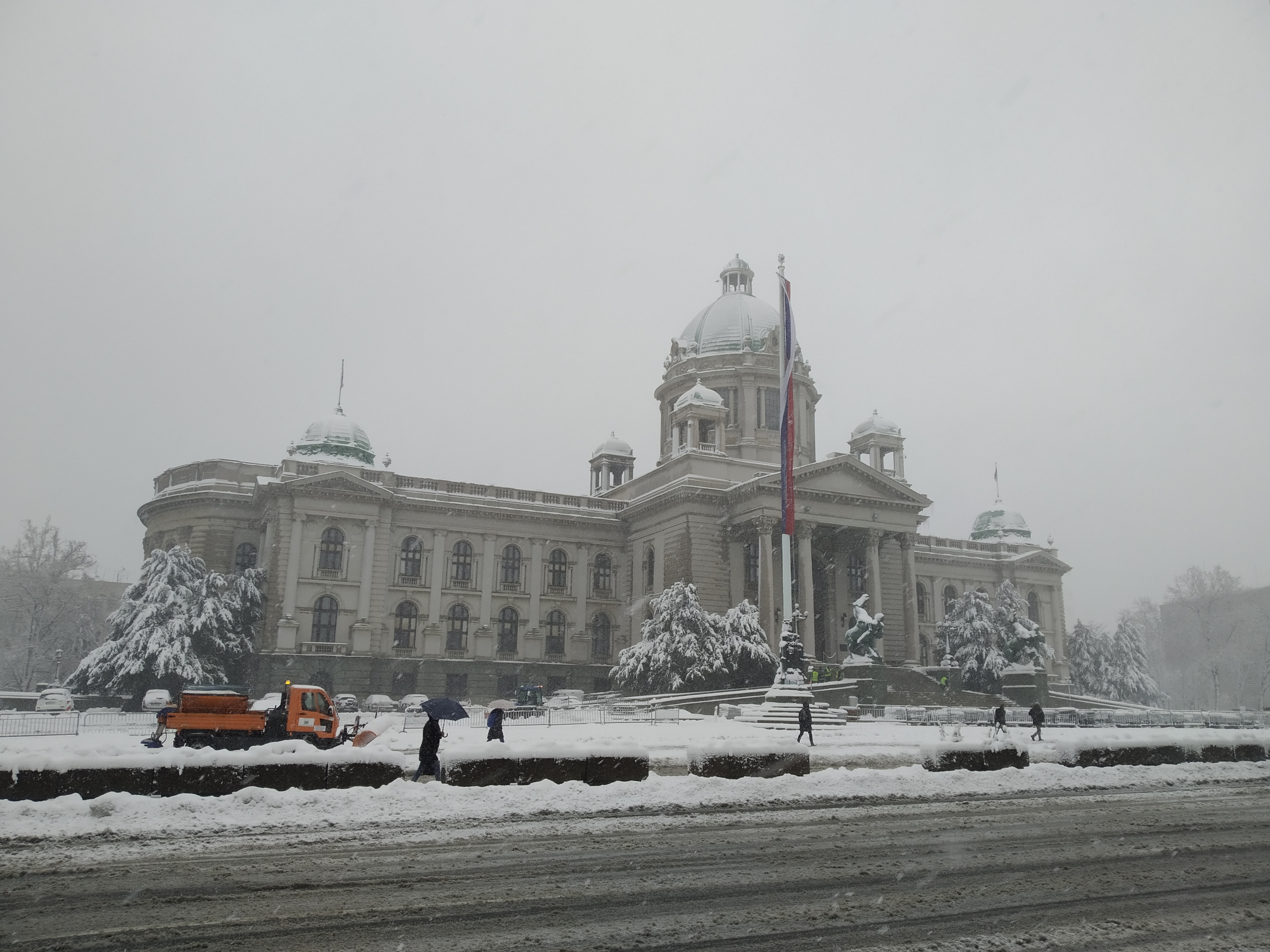
الجمعية الوطنية لصربيا تحت الثلوج

كوسافا رياح محلية باردة جافة تهب من الجنوب الشرقي في الشتاء على وادي المورافا الأسفل والسهل الهنغاري الجنوبي، وتكون محملة بالأتربة أحياناً, وهي بشكلها الحقيقي عبارة عن رياح باردة تكون مصاحبة للمنخفضات الجوية الشتوية.
المصدر: المعجم الجغرافي المناخي